# Joël Godeau
Pour les articles homonymes, voir Godeau.
Joël Godeau (né le 6 août 1945 à Saint-Gervais-les-Bains) est un joueur professionnel français de hockey sur glace.

## Carrière
Joël Godeau est formé au Sporting Hockey Club de Saint-Gervais. Il commence sa carrière professionnelle à 18 ans au Athletic Club de Boulogne-Billancourt. En 1968, il revient à Saint-Gervais. Avec ce club, il est trois champion de France en 1969, 1974 et 1975.
Aussi bien à Saint-Gervais qu'en équipe de France, Joël Godeau forme une charnière défensive avec René Blanchard.
Joël Godeau a 110 sélections avec l'équipe de France. Il participe aux Jeux olympiques de 1968 à Grenoble,,,. Il prend part également au championnat du monde en 1971, 1973, 1974 et 1975,.
Après sa carrière de joueur, il devient maire-adjoint de Saint-Gervais, et agit pour la fusion du club (champion 1986) avec le voisin de Megève. Le nouveau club Hockey Club Mont-Blanc devient deux fois champion en 1987 et 1988.